# Nature
A Nature egy 1869-es alapítású lektorált brit természettudományos szakfolyóirat-család, melynek első száma 1869. november 4-én jelent meg. Napjainkban a legtöbb tudományos folyóirat erősen specializálódott valamely területre, ám a Nature jelenleg a természettudományok széles köréből válogat. Kiadója a Nature Publishing Group, mely a kiadványt heti rendszerességgel adja közre.
A lap alapvető célközönségét a kutatók jelentik, de az összefoglaló és kapcsolódó magyarázó írások segítségével a legtöbb érdeklődő számára érthetővé válnak a cikkek.
2007-ben a Nature (fő riválisával, az ugyancsak hetilap Science-szel együtt) megkapta az Asztúria hercegnője díjat.

## Története

### Előzmények
A 19. század második felében Nagy-Britanniára erőteljes technológiai és ipari fejlődés volt jellemző. Ez időben a legelismertebb tudományos folyóiratokat a Royal Society adta ki. Többek között a társaság révén jelentek meg Isaac Newton, Michael Faraday és Charles Darwin munkái. Az időszakra jellemző, hogy 1850 és 1860 között megduplázódott a népszerű ismeretterjesztő periodikák száma. A korabeli szerkesztők azt vallották, hogy ezeknek a lapoknak kell kapcsolatot teremteniük a nagyközönség és a tudományos világ között.

### A Nature létrehozása
Egy korábbi tudományos lap, a The Reader megszűnése után egyik szerkesztője, Norman Lockyer elhatározta, hogy létrehoz egy újabb tudományos lapot Nature néven. A címhez az ötletet William Wordsworth egyik verssora adta ("To the solid ground of nature trusts the Mind that builds for aye"). A lap első tulajdonosa és kiadója Alexander MacMillan volt.

## Folyóiratai
A Nature téma szerint csoportosítva adja ki a szakcikkeit az alábbi folyóirataiban:
| Folyóirat                                    | Témakör                       | Kategória                    | Időszak   | Tudománymetrikai jellemzők (2005) | Tudománymetrikai jellemzők (2005) | Tudománymetrikai jellemzők (2005) | Tudománymetrikai jellemzők (2005) |                         |
| Folyóirat                                    | Témakör                       | Kategória                    | Időszak   | Kétéves impaktfaktor-átlag        | Ötéves impaktfaktor-átlag         | Közvetlenségi index               | EigenFactor-pontszám              | Article Influence Score |
| -------------------------------------------- | ----------------------------- | ---------------------------- | --------- | --------------------------------- | --------------------------------- | --------------------------------- | --------------------------------- | ----------------------- |
| Nature                                       | multidiszciplináris           | szakfolyóirat                | 1869–     | 38,138                            | 41,458                            | 9,518                             | 1,447620                          |                         |
| Nature Astronomy (online)                    | csillagászat                  | szakfolyóirat                | 2017–     |                                   |                                   |                                   |                                   |                         |
| Nature Biomedical Engineering (online)       | orvosbiológia                 | szakfolyóirat                | 2017–     |                                   |                                   |                                   |                                   |                         |
| Nature Biotechnology                         | biotechnológia                | szakfolyóirat                | 1996–     | 43,113                            | 41,388                            | 8,947                             | 0,157710                          |                         |
| Nature Cell Biology                          | sejtbiológia                  | szakfolyóirat                | 1999–     | 18,699                            | 20,001                            | 3,932                             | 0,10480                           |                         |
| Nature Chemical Biology                      | kémiai biológia               | szakfolyóirat                | 2005–     | 12,709                            | 13,059                            | 3,656                             | 0,06103                           |                         |
| Nature Chemistry                             | kémia                         | szakfolyóirat                | 2009–     | 27,893                            | 27,567                            | 5,942                             | 0,10334                           |                         |
| Nature Climate Change                        | éghajlatváltozás              | szakfolyóirat                | 2011–     | 17,184                            | 19,257                            | 4,287                             | 0,06771                           |                         |
| Nature Communications                        |                               | multidiszciplináris kiadvány | 2010–     | 11,329                            | 12,001                            | 2,078                             | 0,478090                          |                         |
| Nature Ecology & Evolution (online)          | ökológia                      | szakfolyóirat                | 2017–     |                                   |                                   |                                   |                                   |                         |
| Nature Energy (online)                       | energiaforrások               | szakfolyóirat                | 2016–     |                                   |                                   |                                   |                                   |                         |
| Nature Genetics                              | genetika                      | szakfolyóirat                | 1992–     | 31,616                            | 32,197                            | 6,267                             | 0,25530                           |                         |
| Nature Geoscience                            | földtudományok                | szakfolyóirat                | 2008–     | 12,508                            | 13,775                            | 2,796                             | 0,08468                           |                         |
| Nature Human Behaviour (online)              | emberi viselkedés             | szakfolyóirat                | 2017–     |                                   |                                   |                                   |                                   |                         |
| Nature Immunology                            | immunológia                   | szakfolyóirat                | 2000–     | 19,381                            | 23,358                            | 5,325                             | 0,11402                           |                         |
| Nature Materials                             | anyagtudomány                 | szakfolyóirat                | 2002–     | 38,891                            | 45,772                            | 8,565                             | 0,20799                           |                         |
| Nature Medicine                              | gyógyszerkutatás              | szakfolyóirat                | 1995–     | 30,357                            | 28,439                            | 5,994                             | 0,16250                           |                         |
| Nature Methods                               | eszközök és módszerek         | szakfolyóirat                | 2004–     | 25,328                            | 35,028                            | 5,257                             | 0,20302                           |                         |
| Nature Microbiology                          | mikrobiológia                 | szakfolyóirat                | 2016–     |                                   |                                   |                                   |                                   |                         |
| Nature Nanotechnology                        | nanotechnológia               | szakfolyóirat                | 2006–     | 35,267                            | 40,632                            | 7,914                             | 0,16769                           |                         |
| Nature Neuroscience                          | idegtudomány                  | szakfolyóirat                | 1998–     | 16,724                            | 16,874                            | 4,100                             | 0,15525                           |                         |
| Nature Photonics                             | fotonika                      | szakfolyóirat                | 2007–     | 31,167                            | 34,159                            | 8,770                             | 0,13589                           |                         |
| Nature Physics                               | általános fizika              | szakfolyóirat                | 2005–     | 18,791                            | 20,042                            | 6,647                             | 0,13006                           |                         |
| Nature Plants (online)                       | biológia                      | szakfolyóirat                |           |                                   |                                   |                                   |                                   |                         |
| Nature Protocols                             | természettudományos eljárások | szakfolyóirat                | 2006–     | 9,646                             | 11,296                            | 1,765                             | 0,06879                           |                         |
| Nature Reviews Cancer                        | orvosi kutatás                | összefoglaló írások          |           | 34,244                            | 42,340                            | 4,927                             | 0,088190                          | 17,383                  |
| Nature Reviews Cardiology                    | orvosi kutatás                | összefoglaló írások          |           | 10,533                            | 10,560                            | 4,127                             | 0,017690                          | 4,392                   |
| Nature Reviews Clinical Oncology             | orvosi kutatás                | összefoglaló írások          |           | 18,786                            | 16,376                            | 4,184                             | 0,028180                          | 6,416                   |
| Nature Reviews Drug Discovery                | orvosi kutatás                | összefoglaló írások          |           | 47,120                            | 43,016                            | 8,475                             | 0,062940                          | 16,363                  |
| Nature Reviews Endocrinology                 | orvosi kutatás                | összefoglaló írások          |           | 15,432                            | 14,125                            | 3,75                              | 0,022650                          | 5,211                   |
| Nature Reviews Gastroenterology & Hepatology | orvosi kutatás                | összefoglaló írások          |           | 14,435                            | 13,181                            | 2,755                             | 0,020310                          | 4,577                   |
| Nature Reviews Genetics                      | orvosi kutatás                | összefoglaló írások          |           | 35,898                            | 41,215                            | 6,431                             | 0,107250                          | 20,891                  |
| Nature Reviews Immunology                    | orvosi kutatás                | összefoglaló írások          |           | 39,416                            | 39,328                            | 5,517                             | 0,087600                          | 17,581                  |
| Nature Reviews Microbiology                  | orvosi kutatás                | összefoglaló írások          |           | 24,727                            | 27,755                            | 4,033                             | 0,065180                          | 12,125                  |
| Nature Reviews Molecular Cell Biology        | orvosi kutatás                | összefoglaló írások          |           | 38,602                            | 40,923                            | 4,915                             | 0,099690                          | 20,316                  |
| Nature Reviews Nephrology                    | orvosi kutatás                | összefoglaló írások          |           | 9,463                             | 8,697                             | 2,3                               | 0,014930                          | 3,353                   |
| Nature Reviews Neurology                     | orvosi kutatás                | összefoglaló írások          |           | 18,418                            | 17,358                            | 3,404                             | 0,027630                          | 6,660                   |
| Nature Reviews Neuroscience                  | orvosi kutatás                | összefoglaló írások          |           | 29,298                            | 35,142                            | 5,603                             | 0,072670                          | 16,210                  |
| Nature Reviews Rheumatology                  | orvosi kutatás                | összefoglaló írások          |           | 10,531                            | 11,259                            | 2,839                             | 0,020010                          | 3,979                   |
| Nature Reviews Urology                       | orvosi kutatás                | összefoglaló írások          |           | 5,957                             | 5,629                             | 1,319                             | 0,008340                          | 1,892                   |
| Nature Structural Biology                    | biológia                      | szakfolyóirat                | 1994–2003 |                                   |                                   |                                   |                                   |                         |
| Nature Structural & Molecular Biology        | biológia                      | szakfolyóirat                | 2004–     | 13,338                            | 11,681                            | 3,819                             | 0,10434                           |                         |
| Scientific Data                              | multidiszciplináris           | mérési adatok                | 2014–     |                                   |                                   |                                   |                                   |                         |
| Scientific Reports                           | multidiszciplináris           | közlemények                  | 2011–     | 5,228                             | 5,525                             | 0,559                             | 0,209420                          |                         |